# Fritillaria chlorantha
Fritillaria chlorantha là một loài thực vật có hoa trong họ Liliaceae. Loài này được Hausskn. & Bornm. miêu tả khoa học đầu tiên năm 1905.